# Dario Capitanio
Dario Capitanio (ur. 11 kwietnia 1995 roku) – włoski kierowca wyścigowy.

## Kariera

### Formuła Renault 2.0
Capitanio rozpoczął karierę w jednomiejscowych samochodach wyścigowych w 2012 roku od startów we  Włoskiej Formule Renault. W ciągu dwunastu wyścigów, w których wystartował, czterokrotnie stawał na podium. Z dorobkiem 124 punktów uplasował się tam na trzeciej pozycji w klasyfikacji generalnej. Rok później zajął 22. miejsce w Alpejskiej Formule Renault 2.0. Na sezon 2014 Włoch podpisał kontrakt z włoską ekipą BVM Racing na starty w Alpejskiej Formule Renault 2.0. W ciągu czternastu wyścigów, w których wystartował, uzbierał łącznie 55 punktów. Dało to mu siódme miejsce w końcowej klasyfikacji kierowców. Wystartował także gościnnie w wyścigach belgijskiej rundy Europejskiego Pucharu Formuły Renault 2.0, plasując się na 20 i 23 pozycji.

## Statystyki
| Sezon | Seria                                  | Zespół                 | Wyścigi | Zwycięstwa | PP | NO | Podium | Punkty | Pozycja |
| ----- | -------------------------------------- | ---------------------- | ------- | ---------- | -- | -- | ------ | ------ | ------- |
| 2012  | Włoska Formuła Renault                 | Team Torino Motorsport | 12      | 0          | 0  | 1  | 4      | 124    | 3       |
| 2013  | Alpejska Formuła Renault 2.0           | BVM Racing             | 14      | 0          | 0  | 0  | 0      | 12     | 22      |
| 2014  | Europejski Puchar Formuły Renault 2.0† | BVM Racing             | 2       | 0          | 0  | 0  | 0      | 0      | NS†     |
| 2014  | Alpejska Formuła Renault 2.0           | BVM Racing             | 14      | 0          | 0  | 0  | 0      | 55     | 7       |

† – Capitanio nie był zaliczany do klasyfikacji.